# Steven Grayhm
Steven Grayhm (* 14. Januar 1981 in London, Ontario) ist ein kanadischer Schauspieler. Daneben produziert, schreibt und inszeniert er Kurzfilme.

## Leben und Karriere
Steven Grayhm wurde in London, Ontario als Sohn einer polnisch-deutschstämmigen Mutter und eines Vaters, der von den First Nations abstammt, geboren. Er ist Absolvent der Royal Academy of Dramatic Art. Seit dem Jahr 2000 ist er als Schauspieler aktiv, nachdem er eine kleine Rolle im Film Lakeboat übernahm. Im Jahr 2002 erschien der Kurzfilm Vodka, Winter and the Cry of Violin, den Grayhm im Alter von 21 Jahren produzierte, schrieb, inszenierte und auch eine Rolle als Zygmunt übernahm. Der Film handelt von einer wahren Begebenheit, wonach polnische Eltern im letzten Winter des Zweiten Weltkriegs versuchten ihren Sohn aus einem Arbeitslager der Nazis zu befreien. Für seine Leistung wurde Grayhm für einen Hollywood Discovery Award beim Hollywood Film Festival nominiert. Beim New York International Independent Film & Video Festival 2003 wurde sein Film als Best International Short ausgezeichnet.
Seitdem tritt Grayhm vermehrt in Gastrollen im US-Fernsehen auf, etwa in Smallville, CSI: Vegas, Cold Case – Kein Opfer ist je vergessen, Hellcats, Alcatraz oder Criminal Minds. 2016 war er als Liam Cullen in der kurzlebigen Serie Between zu sehen. Neben seinen Serienauftritten wirkte Grayhm auch an einigen Spiel- und Fernsehfilmen mit, darunter Bang, Bang, Du bist tot, White Chicks und Werwolf wider Willen.
Nach einer mehrjährigen Pause, stellte er 2020 das Drehbuch für einen Film mit dem Titel Sheepdog fertig. Seit Anfang 2020 arbeitet er hinter der Kamera an dem Film The Secret of Sinchanee, zu dem er das Drehbuch schrieb und ihn selbst produziert. Im selben Jahr gründete er die Team House Studios, mit denen er Veteranen in Film und Fernsehen vor und hinter der Kamera unterstützen will.

## Filmografie (Auswahl)
- 2000: Lakeboat
- 2001: The Wedding Dress (Fernsehfilm)
- 2002: Bang, Bang, Du bist tot (Bang Bang You're Dead)
- 2002: Jeremiah – Krieger des Donners (Jeremiah, Fernsehserie, Episode 1x18)
- 2002: Vodka, Winter and the Cry of Violin (Kurzfilm, auch Drehbuch und Regie)
- 2002: Taken (Mini-Serie, Episode 1x04)
- 2002: Tribe of Joseph
- 2002: Andromeda (Fernsehserie, Episode 2x10 "Königliche Hoheit")
- 2003: Black Sash (Fernsehserie, Episode 1x07)
- 2004: White Chicks
- 2004: Dead Like Me – So gut wie tot (Dead Like Me, Fernsehserie, Episode 2x01)
- 2004: Five People You Meet in Heaven
- 2005: Smallville (Fernsehserie, 2 Episoden)
- 2006: CSI: Vegas (CSI: Crime Scene Investigation, Fernsehserie, Episode 6x18)
- 2006: Cold Case – Kein Opfer ist je vergessen (Cold Case, Fernsehserie, Episode 3x23)
- 2007: Unthinkable (Fernsehfilm)
- 2008: Journey to the Center of the Earth (Fernsehfilm)
- 2010: Sonny Munroe (Fernsehserie, Episode 2x09)
- 2010: Seven Deadly Sins (Fernsehserie, 2 Episoden)
- 2010: Werwolf wider Willen (The Boy Who Cried Werewolf, Fernsehfilm)
- 2010: Summer Eleven
- 2011: Hellcats (Fernsehserie, Episode 1x17)
- 2011: The Family Tree
- 2011: Crash Site
- 2011: Periphery
- 2012: Alcatraz (Fernsehserie, 2 Episoden)
- 2013: House of Dust
- 2016: Between (Fernsehserie, 6 Episoden)
- 2018: Criminal Minds (Fernsehserie, Episode 13x10)